# Monforte del Cid (kommunhuvudort)
Monforte del Cid är en kommunhuvudort i Spanien.   Den ligger i provinsen Provincia de Alicante och regionen Valencia, i den sydöstra delen av landet, 300 km sydost om huvudstaden Madrid. Monforte del Cid ligger 227 meter över havet och antalet invånare är 6 001.
Terrängen runt Monforte del Cid är kuperad åt nordväst, men åt sydost är den platt.Runt Monforte del Cid är det tätbefolkat, med 709 invånare per kvadratkilometer. Närmaste större samhälle är Elche, 13,3 km söder om Monforte del Cid. Trakten runt Monforte del Cid består till största delen av jordbruksmark.